# Higuerón (Ayabaca)
Higuerón es un caserío peruano ubicado en el distrito de Paimas, perteneciente a la provincia de Ayabaca del departamento de Piura, al norte del Perú. 

## Ubicación
Higuerón se ubica al noroeste de la provincia de Ayabaca, en el distrito de Paimas, en el departamento de Piura.

## Demografía
En 2017 Higuerón tenía una población de 209 habitantes.
| Gráfica de evolución demográfica de Higuerón entre 1993 y 2017 |
|                                                                |
| Fuentes: Población 1993 y 2017                                 |